# Кубок Бельгії з футболу
Ку́бок Бе́льгії з футбо́лу (фр. Coupe de Belgique; нід. Beker van België [нід. вимова: [ˈbeːkər vɑn ˈbɛlɣijə]]; нім. Belgischer Fußballpokal) — головний футбольний турнір країни з форматом плей-оф. Знаходиться під управлінням Бельгійської футбольної асоціації. Перший розіграш кубку був проведений у сезоні 1911/1912. Найуспішніша команда — «Брюгге», на її рахунку 11 трофеїв. З 15 січня 2008 року, у зв'язку зі спонсорським контрактом, кубок називається «Cofidis Cup».

## Переможці
| Клуб               | Перемоги | Роки                                                                   |
| ------------------ | -------- | ---------------------------------------------------------------------- |
| Брюгге             | 12       | 1968, 1970, 1977, 1986, 1991, 1995, 1996, 2002, 2004, 2007, 2015, 2025 |
| Андерлехт          | 9        | 1965, 1972, 1973, 1975, 1976, 1988, 1989, 1994, 2008                   |
| Стандард           | 8        | 1954, 1966, 1967, 1981, 1993, 2011, 2016, 2018                         |
| Генк               | 5        | 1998, 2000, 2009, 2013, 2021                                           |
| Гент               | 4        | 1964, 1984, 2010, 2022                                                 |
| Антверпен          | 4        | 1955, 1992, 2020, 2023                                                 |
| Уніон Сент-Жілуаз  | 3        | 1913, 1914, 2024                                                       |
| Серкль             | 2        | 1927, 1985                                                             |
| Беверен            | 2        | 1978, 1983                                                             |
| Жерміналь Беєрсхот | 2        | 1997, 2005                                                             |
| Локерен            | 2        | 2012, 2014                                                             |
| Льєрс              | 2        | 1969, 1999                                                             |
| Ватершей           | 2        | 1980, 1982                                                             |
| Беєрсхот           | 2        | 1971, 1979                                                             |
| Мехелен            | 2        | 1987, 2019                                                             |
| Зюлте-Варегем      | 2        | 2006, 2017                                                             |
| Вестерло           | 1        | 2001                                                                   |
| Льєж               | 1        | 1990                                                                   |
| Варегем            | 1        | 1974                                                                   |
| Дарінг Моленбек    | 1        | 1935                                                                   |
| Лув'єрроз          | 1        | 2003                                                                   |
| Расінг (Турне)     | 1        | 1956                                                                   |
| Расінг (Брюссель)  | 1        | 1912                                                                   |